# Mega Man (computerspelserie)
Mega Man (bekend als Rockman in Japan) is een actie-platformcomputerspelserie ontwikkeld door Capcom en Inti Creates.
De serie gaat over het robotfiguur Mega Man en zijn vele tegenhangers. Het eerste spel in de serie genaamd Mega Man kwam uit in 1987 voor de NES en werd opgevolgd door meer dan 50 spellen op meerdere platforms. In maart 2014 waren er van de spelserie ruim 30 miljoen exemplaren verkocht.

## Spellen in de reeks

### Klassieke Mega Man
De klassieke Mega Man-reeks bestaat uit elf hoofdtitels en een spin-off-serie Mega Man & Bass. Ondanks dat de klassieke serie nog moet eindigen verschuift de verhaallijn naar de Mega Man X-serie, gevolgd door de Mega Man Zero-serie, Mega Man ZX en Mega Man Legends.
- Mega Man (1987)
- Mega Man 2 (1988)
- Mega Man 3 (1990)
- Mega Man (1990) MS DOS versie
- Mega Man 4 (1991)
- Mega Man Dr Wily Revenge (1991) GameBoy versie van Mega Man 1
- Mega Man II (1991) GameBoy versie van Mega Man 2
- Mega Man 5 (1992)
- Mega Man III (1992) GameBoy versie van Mega Man 3
- Mega Man 3 (1992) MS DOS versie
- Mega Man 6 (1993)
- Mega Man IV (1993) GameBoy versie van Mega Man 4
- Wily & Right's RockBoard: That's Paradise (1993) Alleen bedacht in Japan
- Mega Man V (1994) GameBoy versie na Mega Man 6
- Mega Man The Wily Wars (1994)
- Mega Man Soccer (1994)
- Mega Man (1994) Game Gear versie
- Mega Man 7 (1995)
- Mega Man The Power Battle (1995) Alleen bespeelbaar op Arcadekast
- Mega Man 2 The Power Fighters (1996) Alleen bespeelbaar op Arcadekast
- Mega Man 8 (1996)
- Mega Man Battle & Chase (1997)
- Mega Man & Bass (1998)
- Mega Man IQ (1998) alleen bedacht in Taiwan
- Mega Man & Bass (1999) WonderSwan versie
- Mega Man Gold Empire (1999)
- Fly Mega Man (2001) Alleen bedacht in Japan
- Mega Man Strategy (2001) Alleen bedacht in Taiwan
- Super Adventure Mega Man (1998) Alleen bedacht in Japan
- Mega Man Slot (2003) Alleen bedacht in Japan
- Mega Man Space Rescue (2003)
- Mega Man Panic Fire (2003) Alleen bedacht in Japan
- Mega Man Pinball (2004)
- Mega Man GP (2004) Alleen bedacht in Japan
- Mega Man Powered Up (2006)
- Chokkan Mega Man (2008) Alleen bedacht in Japan
- Mega Man 9 (2008)
- Mega Man Rush Marine (2009)
- Mega Man 10 (2010)
- Mega Man Tennis (2010) Alleen bedacht in Japan
- Mega Man Diver (2011) Alleen bedacht in Japan
- Mega Man Art Logic (2011) Alleen bedacht in Japan
- Mega Man The Puzzle Battle (2011) Alleen bedacht in Japan
- Mega Man Poker (2012) Alleen bedacht in Japan
- Mega Man Solitare (2012) Alleen bedacht in Japan
- Mega Man 11 (2018)
- Mega Man VR: A Targeted Virtal World!! (2020) Alleen Bedacht In Japan

### Mega Man X
Capcom wilde na het uitkomen van de SNES een nieuw ontwerp doorvoeren dat leidde tot de creatie van de Mega Man X-serie in 1993. De serie draait om het verhaal van Mega Man X, een nieuwe geavanceerde robot ontworpen door Dr. Light.
- Mega Man X (1993)
- Mega Man X2 (1994)
- Mega Man X3 (1995)
- Mega Man X4 (1997)
- Mega Man X Math Whirlwind (1998) alleen bedacht in Taiwan
- Mega Man X5 (2000)
- Mega Man Xtreme (2000)
- Mega Man Xtreme 2 (2001)
- Mega Man X6 (2001)
- Mega Man X7 (2003)
- Mega Man X: Command Mission (2004)
- Mega Man X8 (2004)
- Mega Man Maverick Hunter X (2006)
- Mega Man X DiVE (2020) Alleen bedacht in Japan

### Mega Man Zero
In 2002 kwam een vervolg in de franchise dat draait om het karakter Zero uit Mega Man X.
- Mega Man Zero (2002)
- Mega Man Zero 2 (2003)
- Mega Man Zero 3 (2004)
- Mega Man Zero 4 (2005)
- Mega Man Zero Collection (2010)

### Mega Man ZX
Deze korte subserie speelt zich 200 jaar later af na de gebeurtenissen in de Zero-serie. In het spel zijn mensen en robots gemengd, daarom is dit de eerste titel waarin de speler ook mensen kan besturen.
- Mega Man ZX (2006)
- Mega Man ZX Advent (2007)
- Mega Man Zero/ZX Legacy Collection (2020)

### Mega Man Legends
In 1997 kwam op de PlayStation een 3D-actieserie uit die gebruikmaakt van de grafische capaciteiten van de spelcomputer. De korte serie speelt zich duizenden jaren later af.
- Mega Man Legends (1997)
- The Misadventures of Tron Bonne (1999)
- Mega Man Legends 2 (2000)

### Mega Man Battle Network
In 2001 kwam voor de Gameboy Advance een nieuw Megaman serie na Legends uit. Hierbij kunnen Mensen van de echte wereld op het internet komen door Net Navi's te besturen waaronder de jongste kleinzoon van Tadashi Lan Megaman kan besturen door gevechts chips. Ook is er een Anime gemaakt die in Japan verscheen in 2002 en in 2005 op het Nederlandse Jetix.
- Mega Man Battle Network 1 (2001)
- Mega Man Battle Network 2 (2001)
- Mega Man Battle Network 3 Blue en White (2002)
- Mega Man Battle Chip Challenge (2002)
- Mega Man Battle Network WS (2003) Alleen bedacht in Japan
- Mega Man Battle Network 4 Red Sun Blue Moon (2003)
- Mega Man Battle Network 4.5 Real Operation (2003) Alleen bedacht in Japan
- Mega Man Battle Phantom Of Network (2004) Alleen bedacht in Japan
- Mega Man Battle Network 5 Team Protoman Team Colonel (2004)
- Mega Man Battle Network 5 Double Team DS (2004)
- Mega Man Battle Network 6 Team Falzar Team Gregar (2005)
- Mega Man Battle Legend Of Network (2006) Alleen bedacht in Japan
- Mega Man Battle Network Operation Shooting Star (2009) Megaman.EXE ontmoet Megaman Starforce. Alleen bedacht in Japan.

### Mega Man Starforce
In 2006 ontwerpt na Megaman ZX ook een vervolg op Megaman Battle Network uit. Megaman Starforce. Starforce speelt 100 jaar verder na de Battle Network Serie. En hierbij kunnen echte mensen broederbanden maken met EM-Being Monsters die alleen door een Visualizer gezien kan worden. Ook kan met een EM-Being de Mens veranderen tot een Robot Strijder. Ook daar is een Anime serie van gemaakt. alleen Seizoen 1 is te volgen in het engels gesproken. De Japanse versie ook wel Ryusei No Rockman is makkelijker te vinden. En heeft twee seizoenen. Engels Ondertiteld.
- Mega Man Starforce 1 Dragon Pegasus Leo (2006)
- Mega Man Starforce 2 Zerker X Saurian Zerker X Ninja (2007)
- Mega Man Starforce 3 Black Ace Red Joker (2008)

## Platforms
De spellen in de franchise zijn verschenen op meerdere platforms.
- 3DO
- Arcade
- Android
- Game Boy
- Game Boy Advance
- Game Boy Color
- Game Gear
- GameCube
- iOS
- Microsoft Windows
- Mobiele telefoons
- Neo Geo Pocket Color
- Nintendo 3DS
- Nintendo 64
- Nintendo DS
- Nintendo Entertainment System
- Nintendo Switch
- PlayChoice-10
- PlayStation
- PlayStation 2
- PlayStation 3
- PlayStation 4
- PlayStation Portable
- PlayStation Vita
- Sega Mega Drive
- Sega Saturn
- Super Nintendo Entertainment System
- Steam Machine
- Wii
- Wii U
- WonderSwan
- Xbox
- Xbox 360
- Xbox One
- Xperia Play
- Home Computer